# Otto Dillenburger
Otto Paul Hugo Dillenburger (* 16. Juni 1880 in Kastel; † 16. März 1948 in Magdeburg-Sudenburg) war ein deutscher Polizeioffizier.

## Leben und Wirken
In seiner Jugend wurde Dillenburger im kaiserlichen Kadettenkorps erzogen. Anschließend trat er in die preußische Armee ein, in der er als Leutnant zum Infanterie-Regiment 2 in Trier kam, bevor er einem Lehrbataillon zugeteilt wurde. Anschließend schickten ihn die Kommandanten an die Kriegsakademie nach Berlin.
Bei Beginn des Ersten Weltkriegs wurde Dillenburger zunächst Führer einer Maschinengewehrkompanie, um ab 1916 ein Bataillon an der Westfront zu kommandieren. Später wurde er in den Generalstab versetzt, war bei verschiedenen Divisionen und Generalkommandos tätig, um schließlich als Major in das Armeeoberkommando berufen zu werden.
Nach der Novemberrevolution von 1918 studierte Dillenburger kurzzeitig an der Berliner Universität Chemie, trat jedoch nach Ende des Ersten Weltkriegs, um 1919, in die Reichswehr ein. Als Bataillonskommandeur beteiligte er sich an der Niederschlagung kommunistischer Aufstände in Sachsen.
Am 1. Oktober 1920 trat Dillenburger zur Schutzpolizei in Kiel über, wo ihn die Regierung in Schleswig mit dem Aufbau der Organisation der Schutzpolizei betraute. Anschließend berief ihn das Preußische Ministerium des Innern als Personalchef der Schutzpolizei nach Berlin. Danach war er als Gruppenkommandant der Berliner Schutzpolizei im Range eines Obersts tätig, sollte 1929 aus politischen Gründen seinen Dienst quittieren. Die Verantwortlichen im Ministerieum beließen ihn jedoch in der Polizeibehörde und versetzten ihn stattdessen nach Oberhausen.
Im August 1933 ernannte der damalige Innenminister Hermann Göring Otto Dillenburger als Nachfolger des Polizeigenerals Richard Baltzer zum Kommandeur der Berliner Schutzpolizei. Er war damit in der Folgezeit neben dem Berliner Polizeipräsidenten Magnus von Levetzow, dem Chef der Geheimen Staatspolizei Rudolf Diels und dem Leiter der Landespolizeigruppe z. b. V. Walther Wecke einer der vier höchsten und wichtigsten Polizeiführer in der Reichshauptstadt.
Dillenburger war zudem langjähriger Vorsitzender der Vereinigung der Polizeioffiziere Preußens und Deutschlands.
Aus Dillenburgers Ehe mit Käthe Beck (1888–1974) ging unter anderem der Sohn Helmut Dillenburger hervor.

## Schriften
- 10 Jahre Vereinigung der Polizeioffiziere Preussens e.V., 1932.